# Friedrich Gustav Badewitz
Friedrich Gustav Badewitz (* 1. März 1779 in Weißenfeld; † 1847 in Wesselheim) war ein deutscher Theaterschauspieler und Direktor einer Wandertruppe.

## Leben
Er war Mitglied der Daberschen Schauspielgesellschaft und wurde zu Beginn des 19. Jahrhunderts Direktor einer Wandertruppe, die sich zuerst in Wetzlar, dann in Offenbach, Köln und Wiesbaden aufhielt und auch in Coburg spielte.
Von ihm ist ein Bewerbungsschreiben an Johann Wolfgang Goethe überliefert.

„Semmerda, 17. November 1795: Ich bin Schauspieler der Brodt sucht, durch unverschuldetes Unglück so weit herunter kam, bey einer kleinen Gesellschaft Engagement zu nehmen. Ich reiste vor vier Wochen durch Weimar, glaubte dort ein Plätzchen zufinden, allein, Ew: Exelenz wahren damals nicht gegenwärdig - und so faßte ich den Entschluß, mich in der Nähe so lange aufzuhalten, bis ich Dero Rückkehr erfahren würde. - Ich bin ein Supjekt von der Schweriner Gesellschaft, ging von da ab, nach Stralsund, vor 8 Wochen bin ich von Madam Großmann verschrieben, da ich aber wegen Krankheitsumständen 14 Tage zu späht eintraf mußt ich mir gefallen lassen, mein Engagement für nicht gildig zu erklähren! - So bin ich ins größte Elend versetzt worden, aus dem mich nur eine Menschenfreundliche Hand zu ziehen vermögend ist.“

Sein Enkelsohn Carl Badewitz wurde ebenfalls Theaterschauspieler.